# Rudolf Novák
Rudolf Novák, född 20 januari 1890, död 26 mars 1947 i Prag, var en tjeckisk journalist. Han var chefredaktör för den antisemitiska tidningen Arijský boj ("Arisk kamp").
I mars 1947 ställdes Novák inför den nationella domstolen i Prag. Under andra världskriget hade han skrivit eller signerat 556 pronazistiska och antisemitiska artiklar. Denna skriftliga aktivism bidrog till förföljelser av tjeckiska judar. Novák dömdes till döden för landsförräderi och för att ha propagerat för Nazitysklands sak. Han avrättades genom hängning tillsammans med Antonín J. Kožíšek och Alois Kříž.